# Athlitikos Syllogos Trikala 2000
L'Athlitikos Syllogos Trikala 2000 è stata una società cestistica avente sede a Trikala, in Grecia. Fondata nel 1999, ha giocato nel campionato greco fino all'estate 2010, anno in cui ha dichiarato bancarotta.
Disputava le partite interne nel Trikala Indoor Hall, che ha una capacità di 2.000 spettatori.

## Palmarès
- A2 Ethniki: 1

2007-2008